# Simonyi Imre (orvos)
Magyar-igari Simonyi Imre (Szatmárnémeti, 1819 – Kunhegyes, 1864. február 1.) orvosdoktor.

## Élete
Simonyi István gyógyszerész és Mega Jäger Annának fia. Tanulmányait a debreceni református főiskolában elvégezvén, az orvostudományokat Bécsben, majd Pesten hallgatta. 1846-ban orvosdoktorrá avatták a pesti egyetemen, ahol a jogi tanfolyamot is elvégezte. Mint jurátus Kossuth Lajos ügyvédi irodájában volt patvarista. 1847-ben Kunhegyesre ment és ott folytatott orvosi gyakorlatot. A szabadságharcban mint nemzetőri főorvos vett részt és annak megszüntével folytatta orvosi gyakorlatát. Háza a menekülteknek biztos helye volt; Vukovich Sebő, Bónis Samu az ő közbenjárására menekültek ki külföldre; Illésy Györgyöt szintén ő mentette meg egy alkalommal a zsandároktól. Sokat zaklatták a Bach-korszakban. Az ötvenes években, mint hírlapíró, folytonos összeköttetésben volt a fővárosi írói körökkel; Pákh Alberttel annak haláláig szoros baráti viszonyban élt. Tüdőgyulladásban halt meg 1864-ben.
Állandó munkatársa volt a Vasárnapi Ujságnak s Politikai Ujdonságoknak; több cikket írt a Pesti Naplóba és a Bolond Miskába.

## Munkája
- A rokon- és ellenszenvről és ezeknek a betegségekre, s orvoslásra lehető befolyásukról. Orvosdoktorrá iktatása ünnepélyére. Pest, 1846.